# Cliff Burton
Cliff Burton, egentligen Clifford Lee Burton, född 10 februari 1962 i Castro Valley, Kalifornien, USA, död 27 september 1986 i Dörarp, Sverige, var amerikansk basist i Metallica från 1982 till 1986. Han ersattes av Jason Newsted.

## Biografi
Burton föddes 1962 som son till Jan och Ray Burton. Fadern introducerade honom för klassisk musik, och Burton började inom kort att ta pianolektioner. Under tonåren började han intressera sig för jazz och senare för heavy metal. Vid cirka tretton års ålder började Burton spela elbas efter sin äldre brors död. Fast besluten att hedra sin brors minne började Burton ta basspelandet på mycket stort allvar. Burton var välkänd för att öva minst fyra timmar dagligen, även under turnéer, och tros ha ägnat tusentals timmar åt sitt spelande, innan han ens gick med i Metallica.
Efter att ha avlagt examen vid Castro Valley High School 1980 studerade Burton vid Chabot Junior College i norra Kalifornien. I ett av sina första band, Agents of Misfortune, spelade han tillsammans med en av sina kurskamrater, "Big" Jim Martin, gitarrist i Faith No More 1983–1993. Bandet ställde upp i en musiktävling som videofilmades. Videon är ett av de första dokumenten som visar Burtons spelstil; han spelar delar av låtar som senare skulle bli "(Anesthesia) Pulling Teeth" och "For Whom the Bell Tolls".
Burtons första större band var Trauma, som 1982 spelade på nattklubben Whisky a Go Go i Los Angeles. I publiken fanns James Hetfield och Lars Ulrich, som året före hade bildat Metallica. Hetfield och Ulrich blev intresserade av Burton tack vare hans spelstil, särskilt basgångarna i "(Anesthesia) Pulling Teeth", där de trodde att det var en gitarrist som spelade och bad honom att ansluta sig till Metallica.
Under sin tid i Metallica blev Burton känd för sina bassolon och sitt headbangande på scen. Karakteristiska Burton-låtar är "(Anesthesia) Pulling Teeth" från Kill 'em All och "Orion" från Master of Puppets. Andra låtar som förknippas med Burton är "For Whom the Bell Tolls" från albumet Ride The Lightning och "Damage Inc" från Master of Puppets. 
Burton är även välkänd för sin säregna spelstil, som innefattade komplext solospelande, liknande det av en sologitarrist, ofta kombinerat med Distorsion och en Wah-wah-pedal, vilket var ovanligt då basister inte vanligtvis förknippas med effektpedaler. Burton var känd användare av Rickenbacker 4001-basar. Hans var vinröd och rejält modifierad, bland annat bytte Burton ut båda pickuperna, och hade en gömd gitarrpickup installerad. Enligt Burton var dessa modifikationer inte helt stabila, och Burton tvingades byta till basar av märket Aria efter att hans 4001 helt enkelt slutat fungera.
Burton avled när bandets turnébuss (i vilken han låg och sov) välte på E4:an nära Dörarp, mellan Ljungby och Värnamo i Sverige. Hans aska är strödd vid Maxwell Ranch i Kalifornien, en plats där han tillbringade mycket av sin tid.

## Minnessten och museum
Sedan 2006 finns en minnessten på platsen där Burton omkom. Minnesstenen skapades av den grafiske designern och konstnären Manuel Pino Varas. Platsen har koordinaterna 57°00′01.4″N 14°00′08.9″Ö / 57.000389°N 14.002472°Ö. På stenen står, utöver Burtons namn, porträtt och födelse- och dödsdatum: ”Cannot the kingdom of salvation take me home”, vilket är en rad ur låten "To Live is to Die" från albumet ...And Justice for All. Platsen är välbesökt och ofta utsmyckad.
I september 2020 uppförde konstnärerna Karin Karinson och Filippa de Vos en konstinstallation bestående av blommor, asfalt, en hyllningstext, en torso i mosaik och en broderad kollagebanderoll i anslutning till minnesstenen. Detta väckte uppmärksamhet bland allmänheten och i media.
Den 14 maj 2022 invigdes Cliff Burton-museet i Lagan med fotografier, repliker och andra föremål, däribland de Vos och Karinssons installation.

### Bilder

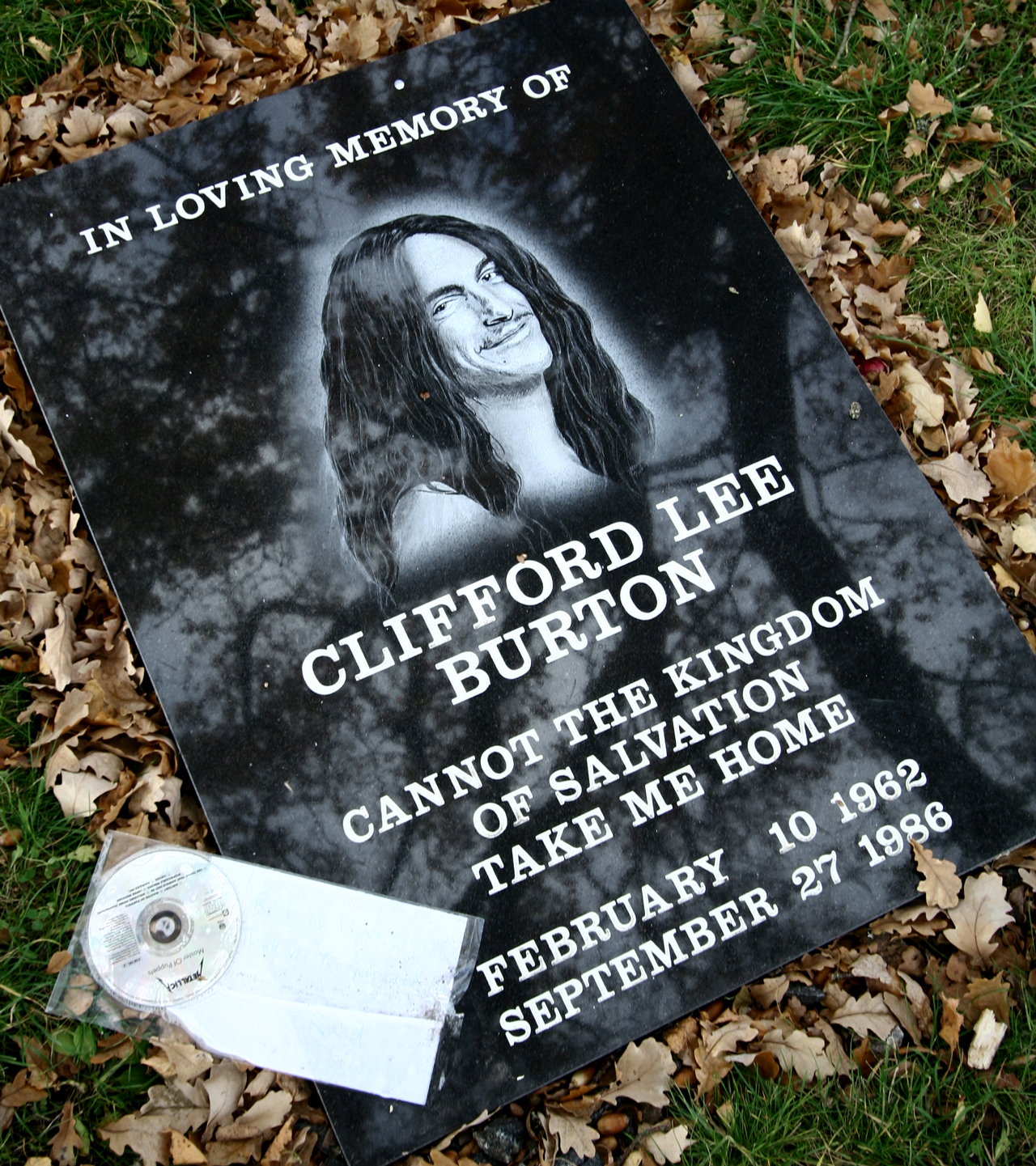
Minnesstenen med cd:n Master of Puppets, cirka 2007.
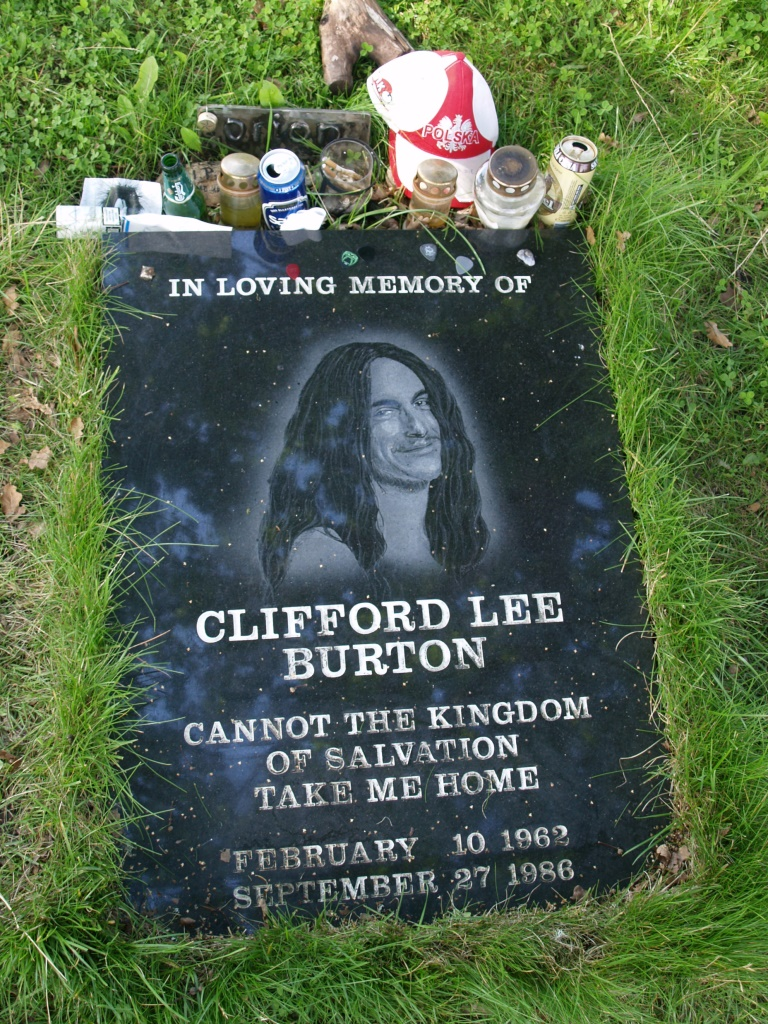
Minnesstenen med gravljus med mera, 12 augusti 2012.
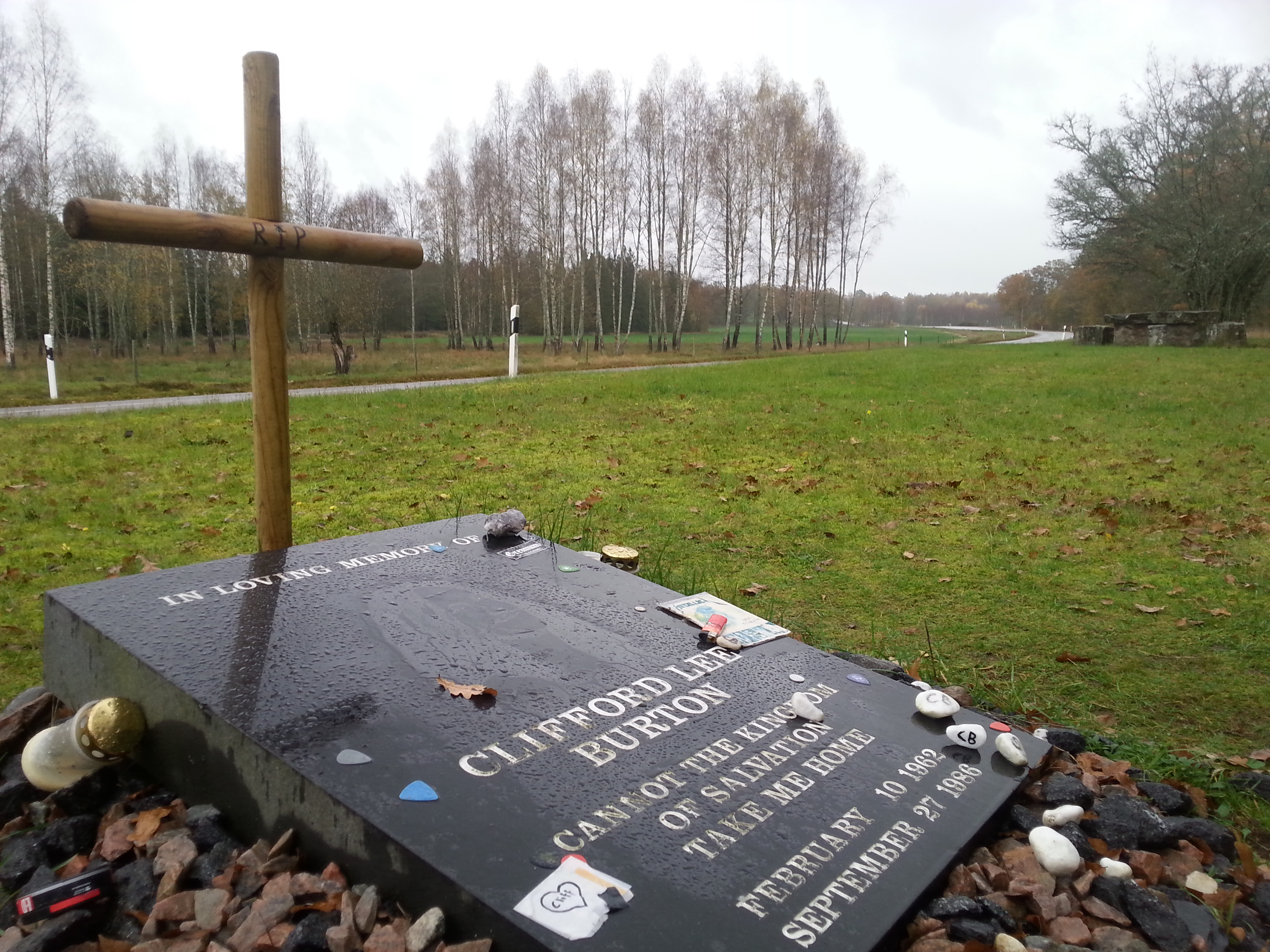
Platsen med kors och stenar med mera, 19 oktober 2014.
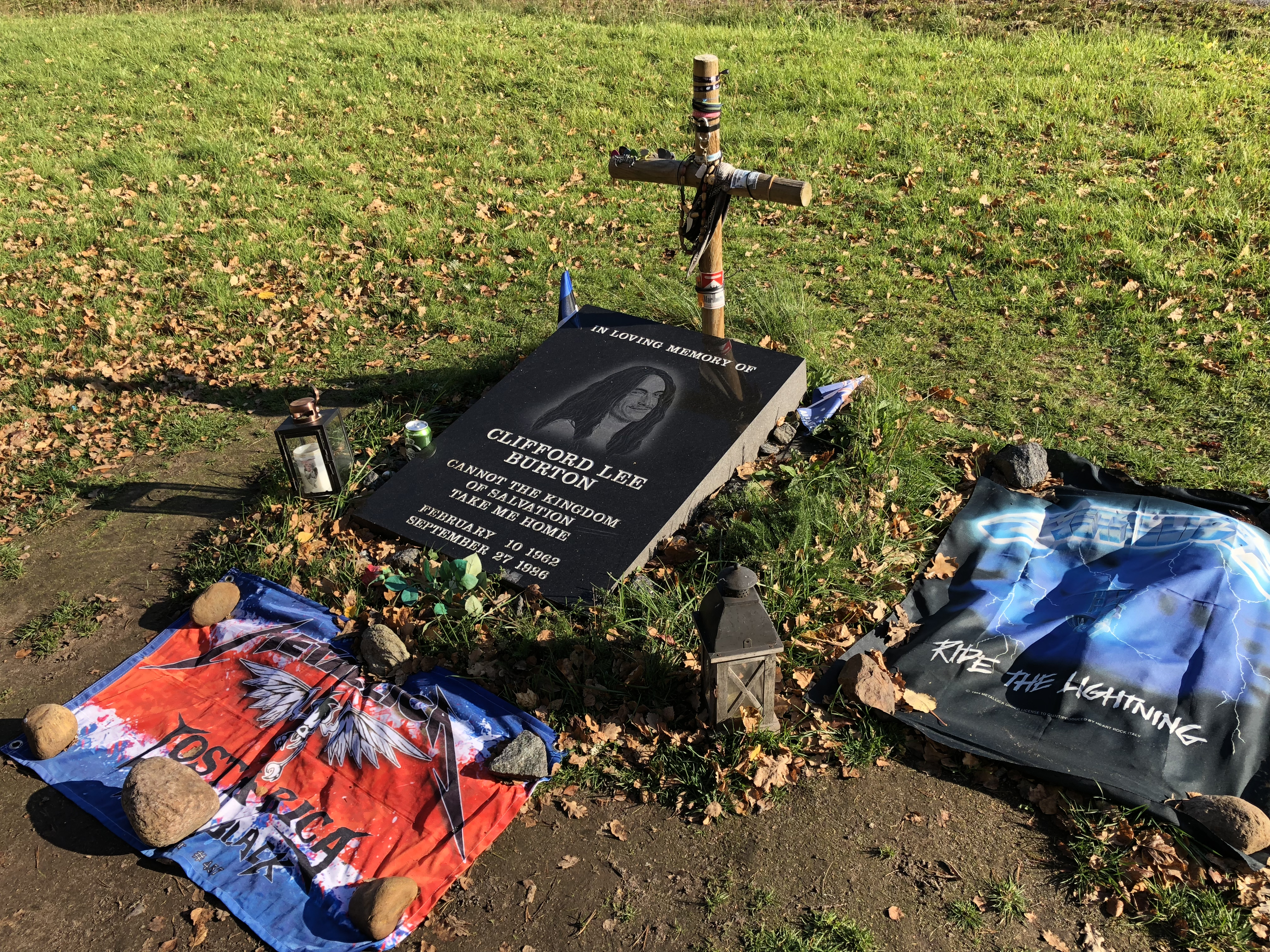
Platsen med kors, lyktor och bonader med mera, 15 oktober 2018.

## Diskografi

### Demo
- Megaforce (10 januari 1983)

1. "Whiplash" – 4:12
2. "No Remorse" – 5:38

- Horsemen of the Apocalypse (1983)

1. "Killing Time" (Sweet Savage - cover) - 2:36
2. "Let it Loose" (Sweet Savage - cover) - 3:13
3. "The Four Horsemen" - 4:48
4. "Seek & Destroy" - 6:50
5. "Metal Militia" - 5:11
6. "Phantom Lord" - 4:52
7. "Fight Fire with Fire" - 4:44
8. "Ride the Lightning" - 6:37
9. "Creeping Death" - 6:36
10. "The Prince"(live) (Diamond Head - cover)

### Studioalbum
- Kill 'Em All (29 juli 1983)
- Ride the Lightning (27 juli 1984)
- Master of Puppets (3 mars 1986)

### VHS
- Cliff 'em All (4 december 1987)